# Bolesław Kotowski
Bolesław Kotowski (ur. 14 września 1908 w Warszawie, zm. w listopadzie 1996 w Londynie) – polski działacz państwowy na uchodźstwie.
Kapitan inżynier. Od 1981 był członkiem Kolegium emigracyjnej Najwyższej Izby Kontroli. Po rezygnacji Franciszka Szystowskiego (wrzesień 1989) pełnił obowiązki prezesa NIK (do nominacji Stanisława Borczyka 1 listopada 1989). Od 1990 był wiceprezesem NIK (do końca istnienia izby na uchodźstwie w grudniu 1991).

## Ordery i odznaczenia
- Krzyż Kawalerski Orderu Odrodzenia Polski (2 lutego 1981)[2]
- Złoty Krzyż Zasługi (1974)[3]